# Biscutella ambigua
Biscutella ambigua är en korsblommig växtart som beskrevs av Dc. Biscutella ambigua ingår i släktet Biscutella och familjen korsblommiga växter. Inga underarter finns listade i Catalogue of Life.